# 귀마광상곡
귀마광상곡(鬼馬狂想曲, Fantasia)은 홍콩에서 제작된 위가휘 감독의 2004년 영화이다. 장백지 등이 주연으로 출연하였고 위가휘 등이 제작에 참여하였다.

## 출연

### 주연
- 장백지
- 고천락

### 조연
- 유청운
- 진소춘
- 오진우
- 종려시
- 황우남
- 유이달
- 장치항
- 관지빈
- 채탁연
- 소지위
- 유소혜
- 나관란
- 장달명
- 질리안 청
- 진랑
- 루쓰밍
- 장호룡
- 낙역위
- 갈민휘
- 서천우

## 제작진
- 프로듀서: 향화강
- 미술: 여가안
- -무술팀: 원빈
- 제편: 황립덕
- 집행도연: 나영창